# Chorol (Fluss)
Der Chorol (ukrainisch Хорол, russisch Хорол) ist ein rechter Nebenfluss des Psels mit einer Länge von 308 km.

## Beschreibung
Der Chorol entspringt im Norden des Poltawa-Plateaus auf dem Gebiet der ukrainischen Oblast Sumy. Von dort fließt er in Ober- und Mittellauf in südlicher Richtung, wobei er sich im Mittellauf tief in das Poltawa-Plateau einschneidet. Im Unterlauf ändert er seine Fließrichtung nach Südosten und mündet auf dem Gebiet der Oblast Poltawa in den Psel.
Größere Ortschaften am Chorol sind Lypowa Dolyna, Myrhorod und die gleichnamige Stadt Chorol.
1185 konnten die Fürstentümer der Kiewer Rus Kiew, Perejaslawl und Wolhynien an den Ufern des Flusses einen Sieg über die Kyptschaken erringen.